# 小塙站
小塙站（日语：／ Kobana eki */?）是位於日本栃木縣那須烏山市小塙，屬於東日本旅客鐵道（JR東日本）烏山線的鐵道車站。

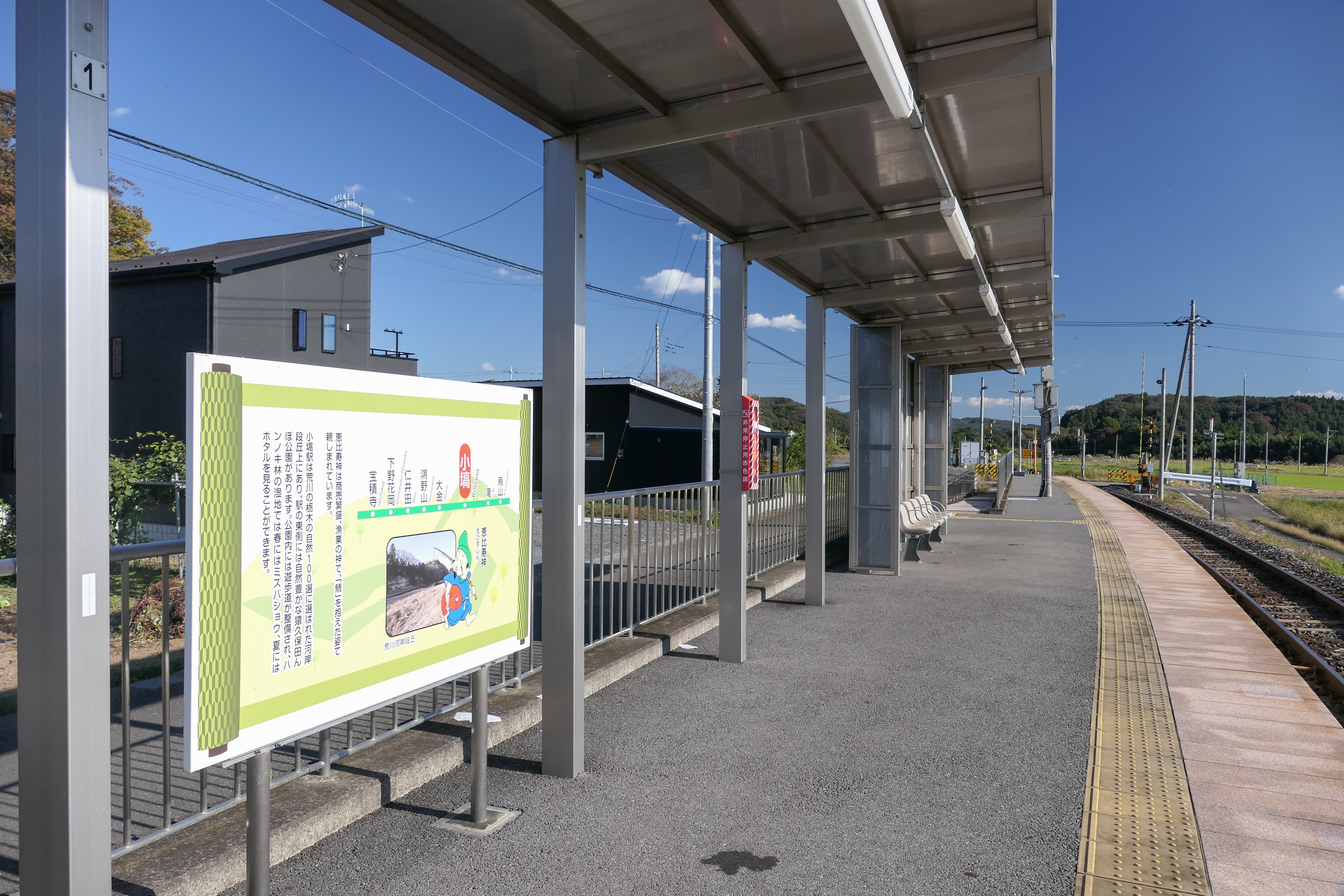
月台（2023年10月）

## 車站構造
本站為側式月台1面1線的無人車站與地上車站。

## 使用情況
根據「栃木縣統計年鑑」，2008年度（平成20年度）－2011年度（平成23年度）各年上車人次推移如下表。
| 上車人次推移       | 上車人次推移                | 上車人次推移 |
| 年度               | 各年上車人次 （單位：千人） | 來源         |
| ------------------ | --------------------------- | ------------ |
| 2008年（平成20年） | 7                           | [ 1 ]        |
| 2009年（平成21年） | 6                           | [ 2 ]        |
| 2010年（平成22年） | 6                           | [ 3 ]        |
| 2011年（平成23年） | 4                           | [ 4 ]        |

## 車站周邊
- 荒川

## 历史
- 1934年（昭和9年）8月15日 - 開業。
- 1987年（昭和62年）4月1日 - 國鐵分割民營化成為JR東日本車站。

## 相鄰車站
東日本旅客鐵道
■ 烏山線
大金－小塙－瀧

## 外部連結
- 車站資訊（小塙）：東日本旅客鐵道

36°38′33.98″N 140°7′1.15″E / 36.6427722°N 140.1169861°E